# Steinway Tunnel

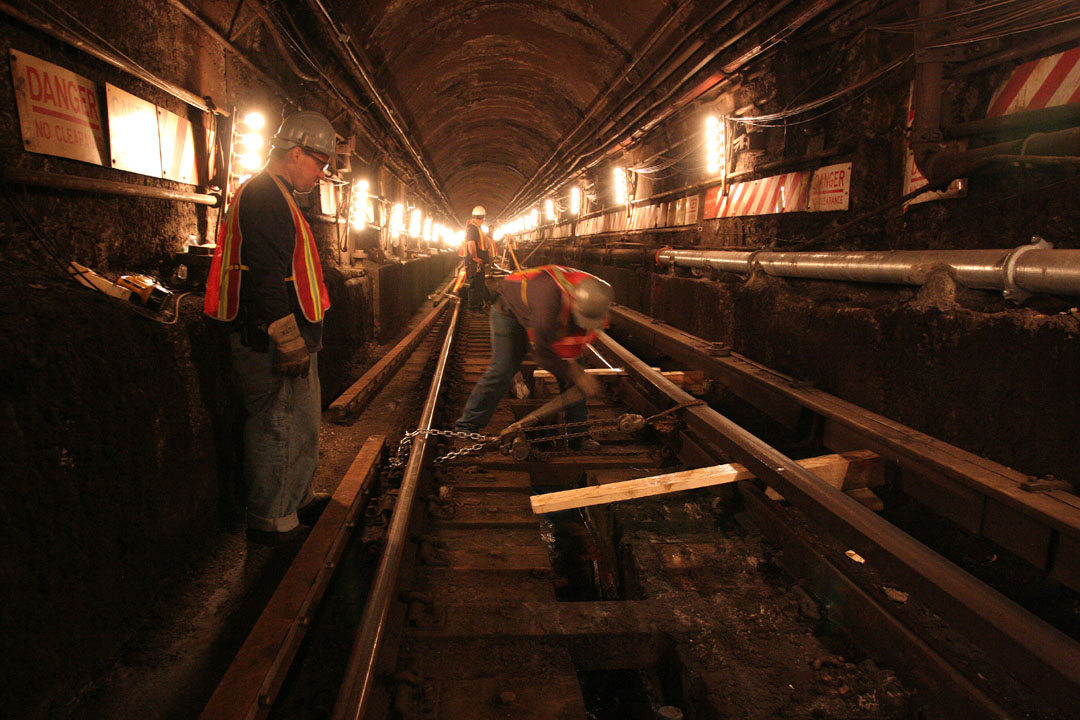
Travaux dans le tunnel en octobre 2011.

Le Steinway Tunnel est un tunnel ferroviaire souterrain du métro de New York situé sur l'IRT Flushing Line. Il est emprunté par les métros (7) et <7>, et relie les arrondissements de Manhattan (au niveau de la 42e rue) et du Queens en passant sous l'East River entre les stations de Grand Central – 42nd Street et Hunters Point Avenue. Il fut initialement construit pour un tramway, ce qui explique son petit gabarit et sa hauteur limitée.
La construction du tunnel débuta en mai 1892. Le projet était complexe en raison de la nature des formations géologiques au fond de l'East River, et le chantier fut marqué par plusieurs inondations une explosion de dynamite qui coûta la vie à cinq ouvriers. Ces difficultés conduisirent à l'interruption des travaux en 1893 en raison de problèmes financiers. Le projet fut cependant relancé en 1902 avec le soutien de August Belmont, Jr., et le tunnel fut achevé en 1907. Plusieurs démonstrations de traversée du tunnel dans des rames de tramway furent organisées en 1907, cependant, Belmont ne disposait pas des autorisations pour y faire circuler des métros. Le tunnel resta donc inutilisé pendant plusieurs années avant que Belmont ne le vende à la ville en 1913. Le tunnel fut nommé en mémoire de William Steinway qui fut l'un des principaux artisans de sa construction, mais qui mourut en 1896 avant la fin des travaux.
En 1914, les tunnels furent modifiés pour accueillir les rames de métro de l'Interborough Rapid Transit Company. Le premier métro test circula ainsi entre Grand Central Station et Vernon Avenue (au niveau de l'actuelle station Vernon Boulevard – Jackson Avenue) le 13 juin 1915, et les premiers métros réguliers y furent envoyés le 22 juin,.